# Логунова Інна Анатоліївна
Інна Анатоліївна Логунова (нар.. 21 липня 1955, м. Київ, УРСР, СРСР — пом.. 27 квітня 2011, м. Київ, Україна) — українська поетеса, член Національної спілки письменників України (2004).

## Життєпис та творчість
Інна Логунова народилася 21 липня 1955 року в Києві. В 1984 році закінчила філологічний факультет Київський державний університет імені Тараса Шевченка. Працювала старшим науковим співробітником науково-методичного відділу музеєзнавства Міністерства культури України.
Поезія Інни Логунової має яскраво виражене жіноче обличчя. Окрім написання поезії вона займалася також художніми перекладами текстів. Відомі інтерпретації поезій Лесі Українки російською мовою («Я бачила, як ти хиливсь додолу», «Хотіла б я тебе, мов плющ, обійняти» та ін.). Крім того, визнання здобули і пісні та романси української поетки, які звучать на радіо й телебаченні, в кінофільмах (серіал «Острів кохання»). Інна Логунова — авторка поетичних збірок «На сцені кохання» (1993), «Мій ангел» (1998; обидві побачили світ у Києві). В цій поезії переважає інтимна лірика.
Померла Інна Логунова 27 квітня 2011 року в Києві на 56-му році життя.